# Pehr von Ehrenheim
Pehr Jacob von Ehrenheim, född den 4 augusti 1823 på Grönsö slott i Kungs-Husby socken i Uppland, död den 20 mars 1918 i  Hedvig Eleonora församling i Stockholm, var en svensk godsägare och statsman. Han var far till Eric von Ehrenheim.
von Ehrenheim var konsultativt statsråd 4 september 1866 till 3 juni 1870, tillförordnad finansminister 1870 , riksdagsledamot i första kammaren 1867–1902, vice talman 1879–1890 och talman 1891–1895 i första kammaren, ledamot av Svenska Akademien från 1897 och Kungl. Skogs- och Lantbruksakademien 1871.

## Bakgrund
Pehr Jacob von Ehrenheim, som var son till hovmarskalken Reinhold Fredrik von Ehrenheim och Ulrika von Engeström, blev student vid Uppsala universitet 1839 och juris utriusque kandidat 1846 samt tjänstgjorde därefter i Svea hovrätt, som 1850 utnämnde honom till vice häradshövding. Efter en ettårig och för hans politiska utveckling betydelsefull vistelse i England övertog han 1853 förvaltningen av mödernegodset Grönsö slott, lämnade tjänstemannabanan 1854 och övertog förvaltningen av fädernegodset Malingsbo bruk.

## Karriär

### Riksdag
I riksdagsförhandlingarna 1850–1851, 1856–1858, 1859–1860, 1862–1863 och 1865–1866 deltog von Ehrenheim som ledamot av Ridderskapet och adeln och fick namn om sig att vara en framstående talare samt insattes i Allmänna besvärs- och ekonomiutskottet 1856 och 1865, Bankoutskottet 1859 och Konstitutionsutskottet 1862. Han föreslog 1859 passtvångets avskaffande samt yttrade sig i frisinnad riktning i tull- och lagfrågor.
De Geer nämner von Ehrenheim bland de riksdagsmän, med vilka han rådgjorde om grunderna för representationsförslaget och som sade honom sina tankar därom före det slutliga utarbetandet. von Ehrenheim var också bland dem, som 1865 på riddarhuset varmt förordade det kungliga förslaget och medverkade till dess framgång. Då efter riksdagens slut i september 1866 en konsultativ statsrådsplats blev ledig, utsågs von Ehrenheim till dess innehavare 4 september, sedan "Karl XV:s uppfattning om att han vore röd blifvit lugnad". Han kvarstannade i konseljen till 3 juni 1870, då han tillsammans med De Geer utträdde. De Geer yttrar om samarbetet med von Ehrenheim i sina "Minnen": "att bland de verkliga statsmän, med hvilka han kommit i beröring, von Ehrenheim kanske var den, för vilken han känt mest sympati".
von Ehrenheim fortsatte sin politiska verksamhet såsom ledamot av Första kammaren, där han 1867–1902 var ledamot för Uppsala läns valkrets och kom att inta en av de mest bemärkta platserna. Han var ledamot av Bankoutskottet och suppleant i Lagutskottet 1871, ledamot i Försvarsutskottet samma år, i Konstitutionsutskottet 1872–1887 (båda riksdagarna), vidare Försvarsutskottet 1883, i Statsutskottet 1888–1891, vice talman 1879–mars 1891 och talman mars 1891–1895.

### Politik i riksdagen
Han var under 1870-talet ledare för den fraktion inom kammaren, som motsatte sig kompromissen att sammanbinda frågan om försvarets stärkande med frågan om grundskatteavskrivningen, han ansåg för sin del indelningsverket böra reformeras, men ej avskaffas, så länge nationen ej var beredd att grunda försvaret uteslutande på allmän värnplikt, då han motsatte sig en värvad armé. Då han i grundskattefrågan var en bestämd motståndare till Lantmannapartiets politik och även skilde sig från den kompromisspolitik, till vilken hans forne statsrådskamrater De Geer och Carlson slöto sig, kom han att någon tid gälla såsom förstakammarhögerns målsman.
Emellertid visade det sig, att hans konservatism huvudsakligen gällde motståndet mot andrakammarmajoritetens strävan att få onera realia överflyttade till övriga samhällsklasser (därför var han också motståndare till den andra De Geerska regeringens skjutsreform), varemot han på andra områden understödde en moderat reformpolitik. När sedermera en ny delning av partierna i kammaren inträdde (på tull- och unionsfrågorna), intog von Ehrenheim en moderat ståndpunkt emot andrakammarhögern. von Ehrenheim var motståndare till tull på livsmedel och i allmänhet anhängare av ett friare tullsystem, och i unionsfrågan tillhörde han den medlande riktning, som tog avstånd från majoritetens mera aggressiva hållning.
I övrigt tog han till orda för flera viktiga reformer, föreslog 1872 inrättande av ett statsministerämbete, en reform, som senare bifölls, liksom även fallet var med hans 1888 framlagda, men då av Andra kammaren avslagna motion om att kasserande av valsedlar skulle kunna medföra hela valets kasserande, men ej att andra personer skulle förklaras valda. I avseende på städernas representationsrätt framlade von Ehrenheim tidigt ett förslag, som, om det icke oklokt avböjts av städernas representanter i Andra kammaren, skulle åt dessa bevarat en starkare ställning under övergångstiden än sedermera beskärdes dem.
von Ehrenheim var en livlig anhängare av Luleå-Ofotenbanans byggande som statsbana. Han var en utmärkt riksdagstalare, som med ett elegant föredrag förenade slagfärdighet och kraft. De Geer anmärker, att "när man ser hans förbindliga och mjuka sätt att vara, skulle man knappt tro, att det finnes så mycken fasthet i hans karaktär som han alltid ådagalagt". 1872–1906 var von Ehrenheim Riksbanksfullmäktig. Åren 1885–86 och 1890–1906 var han fullmäktiges ordförande (1897–1906 kungavald). Även utanför Riksdagen deltog han ovanligt verksamt i vården om allmänna angelägenheter.

## Övriga uppdrag

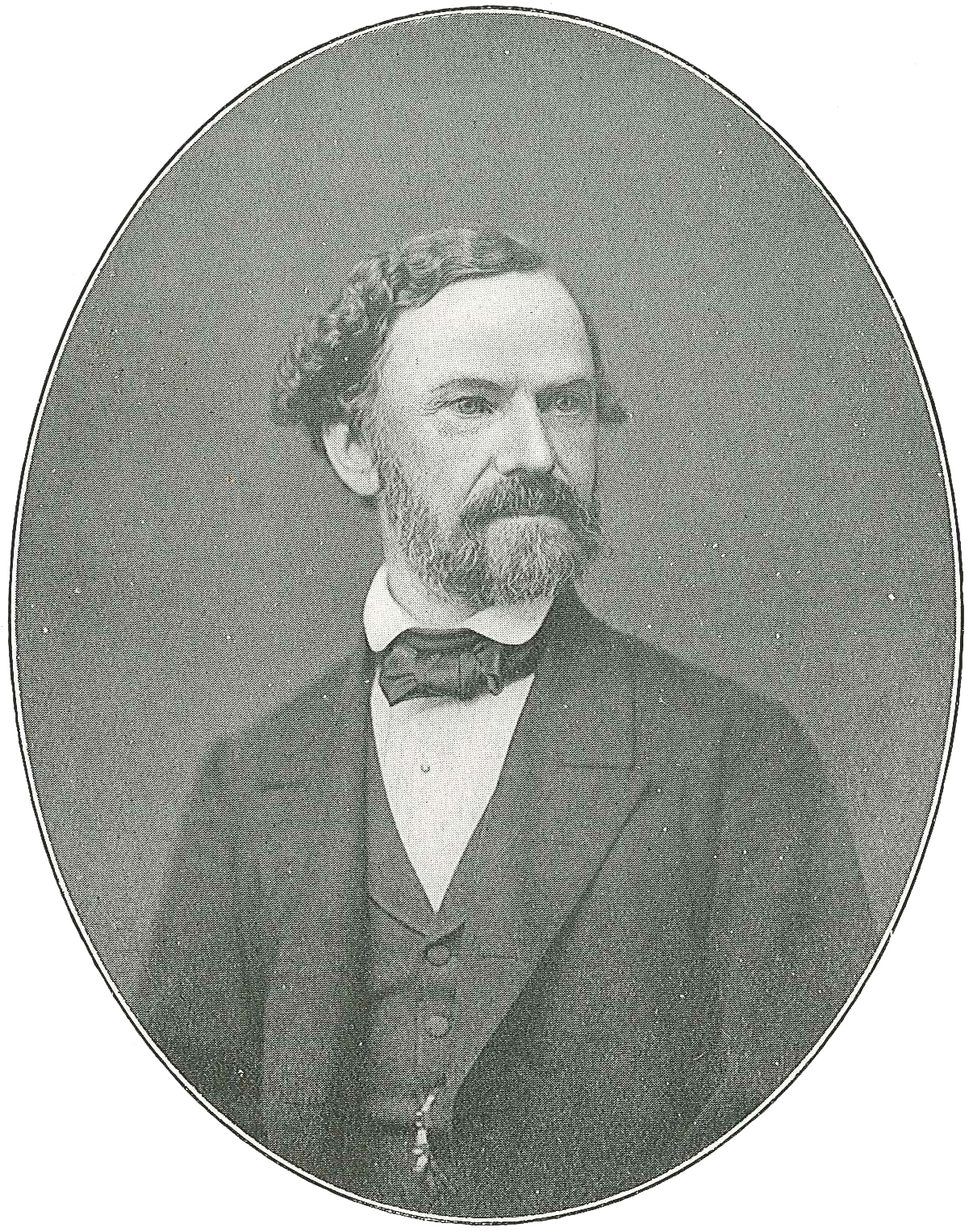
Pehr von Ehrenheim 1866, året innan han utsågs till statsråd.

Han var 1861 ledamot i kommittén för utarbetande av förslag till författning angående prästerskapets avlöning. Åren 1862–66 och 1872 var han ledamot av Uppsala läns landsting (sistnämnda år dess vice ordförande), 1863–66 var han ordförande i Uppsala läns prästlöneregleringsnämnd, 1865–66 ledamot i kommittén för utredning av frågan om grundskatternas reglering, 1870-77 ledamot i styrelsen över Ultuna lantbruksinstitut, 1871–1879 vice ordförande i Uppsala läns hushållningssällskap, vidare ordförande i kommittéerna för gruvstadgans omarbetning (1872–73), för Kommerskollegii omorganisation (1874), för utarbetande av författning om barns och yngre personers användande i fabriker (1875–77), för utarbetande af ny patentlag (1877–1878), för utarbetande av lag om säkerhet i järnväg (1878), för världsutställningen i Paris (1877–1879), för utarbetande av förslag till ny fiskeristadga (1881–83) och för utarbetande av Nobelstiftelsens grundstadgar (1899). 1884–1887 var han ledamot i den förstärkta Lagberedningen.
Han blev 1871 ledamot av Lantbruksakademien, och utnämndes 1878 till dess ständige direktör. Då han 1901 avgick, lät akademien över honom prägla en medalj. Han var 1874–1904 ordförande i Nya Trollhättekanalbolags direktion och 1878–1882 i direktionen över Nya elementarskolan i Stockholm samt 1878–1900 i Svenska slöjdföreningen. 1888 utsågs von Ehrenheim till universitetskansler, en befattning, som han innehade under ett årtionde; under denna tid inföll bland annat Göteborgs högskolas definitiva organisation. Då 1895 det sista försöket gjordes att slutgiltigt ordna de unionella angelägenheterna, ingick von Ehrenheim i den då tillsatta unionskommittén och var dess svenske ordförande samt tillhörde den moderata svenska majoriteten. Åren 1878, 1888, 1893 och 1898 var han lekmannaledamot av kyrkomötet för Uppsala stift och var då ordförande i kyrkolagsutskottet.
von Ehrenheim var också (från 1887) ledamot av Vetenskapsakademien samt hedersledamot av Fysiografiska sällskapet i Lund (1889), Vetenskapssocietén i Uppsala (1891), Kungliga Vitterhets Historie och Antikvitets Akademien (1891), Kungliga Vetenskaps- och Vitterhetssamhället i Göteborg (1893). Efter Louis De Geer valdes han 1897 till en av de aderton i Svenska Akademien. Vid jubelfesten i Uppsala 1893 kreerades han till juris hedersdoktor.

## Utmärkelser
- Riddare och kommendör av Kungl. Maj:ts Orden (Serafimerorden), 1 december 1885.[7]
- Kommendör med stora korset av Nordstjärneorden, 29 juli 1869.[7]
- Kommendör av Nordstjärneorden, 28 januari 1867.[7]
- Riddare av Nordstjärneorden, 3 maj 1864.[7]
- Storofficer av Franska Hederslegionen, 19 oktober 1878.[7]
- Riddare av Nederländska Lejonorden, 1 oktober 1883.[7]